# План-де-Кюк
План-де-Кюк (фр. Plan-de-Cuques) — город и коммуна на юго-востоке Франции в регионе Прованс — Альпы — Лазурный Берег, департамент Буш-дю-Рон, округ Марсель, кантон Аллош.

## Географическое положение
Город расположен в 660 км к югу от Парижа и в 10 км северо-восточнее от Марселя. В 2009 году численность населения составила 10 990 человек.
Площадь коммуны — 8,52 км², население — 10 896 человек (2012), плотность населения — 1278,9 чел/км².